# Юніс (Нью-Мексико)
Юніс (англ. Eunice) — місто (англ. city) в США, в окрузі Леа штату Нью-Мексико. Населення — 3056 осіб (2020).

## Географія
Юніс розташований за координатами 32°26′33″ пн. ш. 103°11′30″ зх. д. / 32.44250° пн. ш. 103.19167° зх. д. (32.442484, -103.191650).  За даними Бюро перепису населення США в 2010 році місто мало площу 7,82 км², з яких 7,80 км² — суходіл та 0,02 км² — водойми.

## Демографія
Згідно з переписом 2010 року, у місті мешкали 2922 особи в 1073 домогосподарствах у складі 769 родин. Густота населення становила 374 особи/км².  Було 1264 помешкання (162/км²).
Расовий склад населення:
| - 83,1 % — білих - 1,1 % — чорних або афроамериканців - 0,7 % — корінних американців - 0,4 % — азіатів - 0,1 % — вихідців з тихоокеанських островів - 12,7 % — осіб інших рас |

До двох чи більше рас належало 2,0 %. Частка іспаномовних становила 47,5 % від усіх жителів.
За віковим діапазоном населення розподілялося таким чином: 28,7 % — особи молодші 18 років, 60,5 % — особи у віці 18—64 років, 10,8 % — особи у віці 65 років та старші. Медіана віку мешканця становила 33,6 року. На 100 осіб жіночої статі у місті припадало 106,8 чоловіків;  на 100 жінок у віці від 18 років та старших — 106,6 чоловіків також старших 18 років.
Середній дохід на одне домашнє господарство  становив 76 585 доларів США (медіана — 70 161), а середній дохід на одну сім'ю — 67 420 доларів (медіана — 52 484). Медіана доходів становила 52 026 доларів для чоловіків та 36 250 доларів для жінок. За межею бідності перебувало 18,5 % осіб, у тому числі 32,5 % дітей у віці до 18 років та 4,0 % осіб у віці 65 років та старших.
Цивільне працевлаштоване населення становило 1417 осіб. Основні галузі зайнятості: сільське господарство, лісництво, риболовля — 21,6 %, освіта, охорона здоров'я та соціальна допомога — 14,9 %, будівництво — 13,6 %.